# Премія НАН України імені В. І. Трефілова
Пре́мія і́мені Ві́ктора Іва́новича Трефі́лова — премія, встановлена НАН України за видатні наукові роботи в галузі фізики металів та фізичного матеріалознавства.
Премію засновано 2002 року та названо на честь ученого-фізика і матеріалознавця, професора, академіка АН УРСР, АН СРСР та РАН Віктора Івановича Трефілова.
Починаючи з 2007 року Премію імені В. І. Трефілова присуджує Відділення фізико-технічних проблем матеріалознавства НАН України щотрироки.

## Лауреати премії
| Рік  | Тема | Лауреати                       | Коротко про лауреата |
| ---- | --- | ------------------------------ | --- |
| 2003 | Робота «Структурні основи формування високоміцних станів»                                                            | Мєшков Юрій Якович             | професор, доктор технічних наук, головний науковий співробітник відділу фізики міцності і руйнування № 48 Інституту металофізики ім. Г. В. Курдюмова Національної академії наук України                                                    |
| 2003 | Робота «Структурні основи формування високоміцних станів»                                                            | Мільман Юлій Вікторович        | професор, доктор фізико-математичних наук, член-кореспондент НАН України, завідувач відділу № 23 Фізики високоміцних та метастабільних сплавів Інституту проблем матеріалознавства ім. І. М. Францевича Національної академії наук України |
| 2003 | Робота «Структурні основи формування високоміцних станів»                                                            | Фірстов Сергій Олексійович     | професор, доктор фізико-математичних наук, член-кореспондент НАН України, завідувач відділу № 22 Фізики міцності і пластичності матеріалів Інституту проблем матеріалознавства ім. І. М. Францевича Національної академії наук України     |
| 2005 | Цикл робіт «Фізика міцності конструкційних матеріалів, які працюють в умовах радіаційного опромінення»               | Гринік Едуард Улянович         | член-кореспондент НАН України, завідувач відділу Інституту ядерних досліджень НАН України |
| 2005 | Цикл робіт «Фізика міцності конструкційних матеріалів, які працюють в умовах радіаційного опромінення»               | Котречко Сергій Олексійович    | доктор фізико-математичних наук, завідувач відділу фізики міцності і руйнування № 48 Інституту металофізики ім. Г. В. Курдюмова Національної академії наук України                                                                         |
| 2005 | Цикл робіт «Фізика міцності конструкційних матеріалів, які працюють в умовах радіаційного опромінення»               | Неклюдов Іван Матвійович       | професор, доктор фізико-математичних наук, академік НАН України, академік-секретар Відділення ядерної фізики та енергетики НАН України |
| 2009 | Монографія «Сцинтилляционные детекторы и системы контроля радиации на их основе»                                     | Гриньов Борис Вікторович       | академік НАН України, директор Інституту сцинтиляційних матеріалів НАН України |
| 2009 | Монографія «Сцинтилляционные детекторы и системы контроля радиации на их основе»                                     | Рижиков Володимир Діомидович   | доктор фізико-математичних наук, завідувач відділення Інституту сцинтиляційних матеріалів НАН України |
| 2009 | Монографія «Сцинтилляционные детекторы и системы контроля радиации на их основе»                                     | Семиноженко Володимир Петрович | академік НАН України, генеральний директор Державної наукової установи "НТК «Інститут монокристалів» НАН України |
| 2012 | монографії «Деформационные и релаксационные явления при превращениях мартенситного типа», «Мартенситные превращения» | Коваль Юрій Миколайович        | член-кореспондент НАН України, завідувач відділу Інституту металофізики імені Г. В. Курдюмова НАН України |
| 2012 | монографії «Деформационные и релаксационные явления при превращениях мартенситного типа», «Мартенситные превращения» | Лободюк Валентин Андрійович    | доктор технічних наук, провідний науковий співробітник Інституту металофізики імені Г. В. Курдюмова НАН України |
| 2012 | монографії «Деформационные и релаксационные явления при превращениях мартенситного типа», «Мартенситные превращения» | Естрін Еммануїл Ісаакович      | доктор фізико-математичних наук, провідний науковий співробітник Федерального державного унітарного підприємства «Центральний науково-дослідний інститут чорної металургії імені І. П. Бардіна»                                            |
| 2018 | Монографія «Структурообразование керамических материалов»                                                            | Олєйник Галина Сергіївна       | доктор фізико-математичних наук, провідний науковий співробітник Інституту проблем матеріалознавства ім. І. М. Францевича НАН України |